# Radio Delmare
In 1978/81 deed Radio Delmare 4 pogingen om radio te brengen vanaf de Noordzee. De bezieler van de onderneming was Gerard van Dam.
De eerste poging had plaats op 21 augustus 1978 vanaf het schip Aegir voor de kust van Goeree (Nederland) op een golflengte van 192 meter. Door een storm werd op 11 september 1978 het schip van haar anker geslagen, naar land gedreven en binnengebracht door de sleepboot Smitsbank. Vervolgens in beslag genomen in Maassluis en onder arrest opgelegd in de Entrepothaven in Rotterdam. Het werd in 1981 in Zierikzee gesloopt. 
Op 16 december 1978 vertrok het schip Scheveningen 54 met een nieuwe generator naar de MV Mi Amigo, het zendschip van Radio Caroline. De Scheveningen 54 ging weer voor anker voor de Nederlandse kust met de bedoeling een tweede poging te wagen met Radio Delmare. Op 15 januari 1979 bevond het schip zich echter binnen de Nederlandse territoriale wateren, en werd ook in beslag genomen.
Op 5 juni 1979 startten vanaf de Aegir II (Martina) testuitzendingen en op 10 juni 1979 officiële programma's. Op 14 juli 1979 ging de zender weer uit de lucht, maar op 5 augustus kwam het weer terug. Door allerhande organisatie- en bevoorradingsproblemen besloot de kapitein op 21 oktober 1979 er de brui aan te geven, en hij bracht zijn schip een haven binnen, waar het ook in beslag werd genomen door de Nederlandse autoriteiten. 
Eind 1980 kocht Leendert Vingerling De Scheveningen 324 (De Morgenster) van rederij Jac. Vrolijk. Eigenaar was de zanger Ray Statson en financier Cor van der Jagt. Begin april 1981 begon het zendklaar maken van het schip in Maassluis. Op 22 mei 1981 werd het schip in beslag genomen toen het wilde uitvaren. Door het vonnis van 16 juni 1982 van de rechtbank in Rotterdam verloor de eigenaar zijn schip. In 1983 vernietigde de Hoge Raad dit vonnis en kreeg de eigenaar het schip terug. Dit was inmiddels te veel beschadigd en werd verkocht aan de Haarlemmer Harry Muter.